# 吳添麒
吳添麒（13世紀—14世紀），字廷瑞，江西廣信府弋陽縣人，明朝政治人物。

## 生平
吳添麒是永樂九年（1411年）舉人，十三年（1415年）成進士，獲授禮部主事，轉任郎中，曾奉使出使山東、福建、湖廣等藩王，得到清聲偉望。